# Walisische Rugby-League-Nationalmannschaft
Die walisische Rugby-League-Nationalmannschaft vertritt Wales auf internationaler Ebene in der Sportart Rugby League. Lange Zeit stand das Team im Schatten der Nationalmannschaft Großbritanniens, für welche die walisischen Spieler in den wichtigsten internationalen Wettbewerben aufliefen. Seit 1995 stellen die Landesteile des Vereinigten Königreichs (England, Wales und Schottland) jedoch zu allen bedeutenden Turnieren ihre eigenen Nationalmannschaften. Das walisische Team ist auch unter dem Spitznamen The Dragons („Die Drachen“) bekannt.

## Geschichte
Am 1. Januar 1908 absolvierte Wales in Aberdare gegen die neuseeländische Nationalmannschaft das erste Länderspiel in der Sportart Rugby League überhaupt und gewann mit 9:8. In den folgenden Jahren trat man regelmäßig fast ausschließlich gegen England an, weil dies neben Wales das einzige Land der Nordhalbkugel war, in dem Rugby League gespielt wurde. Allerdings konnten die Dragons in diesen Duellen nur selten mithalten, da die Sportart in Wales nicht so weit verbreitet war wie im Mutterland des Rugby. Seine erfolgreichste Phase durchlebte das Team in den 1930er Jahren, als man dreimal den gegen England und Frankreich ausgespielten European Nations Cup gewinnen konnte.
Bei den ersten zehn Auflagen der 1954 erstmals ausgetragenen Rugby-League-Weltmeisterschaft trat Wales nur 1975 mit einer eigenen Auswahl an und belegte dabei einen beachtlichen dritten Platz vor Neuseeland und Frankreich. 1995 zog Wales ins WM-Halbfinale ein und gewann erstmals seit 1939 wieder den European Cup. Bei der WM 2000 gelang abermals der Sprung ins Halbfinale, wo man sich nach starker Leistung den übermächtigen Australiern geschlagen geben musste. 2008 scheiterten die Dragons jedoch bereits in der Qualifikation, 2013 kamen sie nicht über die Vorrunde hinaus. In den letzten Jahren zählen die Waliser nicht mehr zu den Top-Nationen im Rugby League. 2015 gelang allerdings überraschend der siebte Titelgewinn im European Cup.